# キーリーブーン
キーリーブーン（きりぶーん、タイ語：คีรีบูน、英語表記：揺れあり。Keereeboon、Khiribun、Kiribun、Kiriboonなど）は、1980年代にタイで活躍したバンド。

## 概要
1983年に、RSサウンド（現RS）からデビューした。初期メンバーは6人だったが、1984年に一人脱退し、代わりに一人が加わった。メンバー全員が男性のボーイ・バンドであった。全部で5枚のアルバムを出した後、1987年に解散した。2010年3月13日には、26周年の記念コンサートを行った。
主要メンバーであるオード・キーリーブーン（本名ロンナチャイ・トムヤーパリワット）は個人で活動を続けており、数十枚のソロアルバムを出した。2017年に大阪で行われたタイ・フェスティバルにも参加している。彼は、2021年10月16日に脳腫瘍で亡くなった（享年57歳）。

## メンバー
バンドメンバーは以下の通り。
- オード・キーリーブーン（อ๊อด คีรีบูน） - バンドリーダー、ギター、リードボーカル
- アーティット・ナームブンスリー（อาทิตย์ นามบุญศรี） - ギター、ボーカル
- パイサーン・アンヤタナ（ไพศาล อัญญธนา） - キーボード、ボーカル
- クライリット・ペースワン（ไกรฤทธิ์ แพสุวรรณ） - ベース　2枚目のアルバムまで参加し、1984年に脱退。
- ピパット・ニルプラパー（พิพัฒน์ นิลประภา） - キーボード
- チャイヤポン・イムドゥアーイスック（ชัยพล อิ่มด้วยสุข） - ドラム
- コムサン・タンチャイリッティクル（คมสันต์ ตันไชยฤทธิกุล） - ベース　脱退したクライリットの代わりに加入。

## ディスコグラフィ
1987年の解散までに発売されたアルバムは以下の通り。
- 「愛なら（หากรัก）」 - 1983年発売
- 「あなたを愛する日を待つ（รอวันฉันรักเธอ）」 - 1984年発売
- 「フレンズ（เพื่อน）」 - 1985年発売
- 「その直前（เพียงก่อนนั้น）」 - 1986年発売
- 「永遠に（ตลอดกาล）」 - 1987年発売